# Исповедь англичанина, употреблявшего опиум
«Исповедь англичанина, употреблявшего опиум» (англ. Confessions of an English Opium-Eater; 1822) — автобиографическая книга Томаса Де Квинси о его склонности к наркотикам (опиум и алкоголь).

## История
Рукопись была опубликована анонимно осенью 1821 года в журнале The London Magazine (англ.), в 1822 году в форме книги, и в 1856 году — в форме отдельного издания, отредактированного Де Квинси. Поздняя редакция значительно отличается от ранней. «Исповедь» — «первая опубликованная работа Де Квинси, которая очень быстро получила широкую известность».
Анонимный русский перевод вышел в 1834 году как «сочинение Матюрэна». Предполагают, что эта книга повлияла на поэтику Гоголя и Достоевского.

## Культурные аллюзии
- Герой рассказа Конан Дойла «Человек с рассечённой губой» начинает принимать опиум под влиянием книги Де Квинси.
- Существует американский кинофильм 1962 года «Исповедь курильщика опиума» с Винсентом Прайсом в главной роли[5].
- В серии компьютерных ролевых игр The Elder Scrolls, начиная с третьей части, существует внутриигровая книга «Исповедь данмера, поедателя скуумы».

## Переводы
- Исповедь англичанина, употребляющего опиум. М.: Ad Marginem, 1994. 160 с. ISBN 5-88059-005-4
- Исповедь англичанина, любителя опиума. (Литературные памятники). М.: Ладомир, 2000. 422 с. ISBN 5-86218-297-7
- Исповедь англичанина, употреблявшего опиум. СПб.: Азбука, 2005. 224 с. ISBN 5-352-00685-9 (перевод С. Сухарева)